# Barbara Terrinoni
Barbara Terrinoni (Roma, 1º maggio 1968) è un'attrice teatrale italiana, nota per essere stata protagonista e coprotagonista di commedie teatrali a fianco di artisti come Franco Oppini, Nini Salerno e Gianfranco D'Angelo.

## Biografia
Nel 1989 ottiene la maturità classica al liceo Mamiani a Roma. Dopo la maturità si iscrive ad un corso di recitazione presso il Centro Sperimentale di Cinematografia, ottenendo il diploma due anni dopo, nel 1991.
Nel 1995 è protagonista con Valerio Mastandrea della commedia I Pappagalli, scritta dal drammaturgo americano Ted Tally dove interpreta la disinibita "bellona".
Interpreta poi una parte importante ne Il Vizietto (La cage aux Folles) per la regia di Giuseppe Patroni Griffi nella stagione teatrale 1998-1999 accanto a Johnny Dorelli e Paolo Villaggio.
Nel 2006 è coprotagonista con Franco Oppini e Nini Salerno della commedia Due scapoli e una bionda di Neil Simon diretta da Alessandro Benvenuti.
È stata la testimonial per la campagna pubblicitaria relativa alla collezione Autunno/Inverno 2007 della stilista Roberta di Camerino.
Nella stagione teatrale 2009-2010 interpreta i ruoli femminili nella commedia I trentanove scalini tratta dall'omonimo romanzo di John Buchan diretta da Maria Aitken.
Con Gianfranco D'Angelo è protagonista nel 2012 della commedia brillante California Suite.

## Filmografia
- Uomini senza donne, regia di Angelo Longoni, (1996)
- Raul - Diritto di uccidere, regia di Andrea Bolognini, (2005)
- Don Matteo, S8E24 (2011)

## Teatro (parziale)
- Due scapoli e una bionda, regia di Alessandro Benvenuti, (2006)
- I 39 scalini, regia di Maria Aitken, (2009-2010)
- Bersagli di vetro, regia Lorenzo Gioielli (2006)[9]
- Safari, regia Anna Proclemer
- Suite di compleanno, regia di Claudio Insegno
- I Pappagalli, regia Patrick Rossi Gastaldi (1995)
- Il Caso Bobbitt, regia di Anna Lezzi
- California Suite, regia Massimiliano Farau, (2012)
- Forbici e Follia, regia Marco Rampoldi, (2014)